# Bubbling Under R&B/Hip-Hop Singles
Bubbling Under R&B/Hip-Hop Singles – jedna z wielu list przebojów regularnie opracowywanych przez amerykański magazyn muzyczny Billboard. Składa się ona z 25 pozycji, na których znajdują się piosenki, którym nie udało się dotrzeć do notowania Hot R&B/Hip-Hop Songs, ale są tego bliskie. Wielokrotnie zdarzało się jednak, że utwory z Bubbling Under R&B/Hip-Hop Singles nie zdołały awansować do Hot R&B/Hip-Hop Songs.
Notowanie Bubbling Under R&B/Hip-Hop Singles uznawane jest za kontynuację Hot R&B/Hip-Hop Songs. Przedstawia ono bowiem kolejnych 25 pozycji po najważniejszej 100, którym nie udało się wspiąć do głównego zestawienia. W przypadku, gdy piosenka zajmuje na Hot R&B/Hip-Hop Songs miejsce np. #99, po czym spada na pozycję np. 105, nie jest uwzględniana w Bubbling Under R&B/Hip-Hop Singles, ponieważ dopiero opuściła Hot R&B/Hip-Hop Songs.